# Секст Емпірик
Секст Емпірик (близько 160—210) — лікар і філософ, який за різними свідченнями мешкав в Александрії, Римі або Афінах. Його філософські праці зберегли для потомків відомості про стагогрецький і староримський скептицизм.
У медичних працях він притримувався поглядів емпіричної школи, як відображено в його імені. Однак принаймні двічі в своїх рукописах він позиціював себе ближче до методичної школи. У своїй філософії Секст Емпірик висловлював сумніви щодо знань будь-якого типу. Він сумнівався в справедливості індукції задовго до Юма, та заперечував проти можливості висновків, вважаючи, що вони ґрунтуються на положеннях, які самі потребують обґрунтування і так далі до нескінченності.

## Філософія
Біографічних відомостей про нього дуже мало. З того, що він сам повідомляв про себе в своїх творах, вочевидь, він був греком, жив деякий час в Афінах, потім у Римі. З повідомлень Діогена Лаертського і Галена видно, що Секст Емпірик був учнем Геродота з Тарсу і, у свою чергу, мав учня в особі Сатурніна. Прізвисько «Емпірик» дано йому тому, що він належав якийсь час до школи емпіричних лікарів, перш ніж став скептиком.
Твори Секста Емпірика видаються звичайно під двома заголовками: «Пірронівські основоположення» (Πυρρώνειοι ύποτυπώσεις, 3 книги) і «Проти математиків» (Πρός μαθηματιχούς, 11 книг), причому термін математики має тут значення науки взагалі. Книги номер 7-11 останнього твору є безпосереднім продовженням «Пірронівських основоположень» і стосуються логіки, фізики й етики, тобто тих частин філософії, які розглянуті в «Пірроновскіх основоположеннях». Перші 6 книг містять у собі критику наук, що входили до έγχύχλιος παιδεία (тобто енциклопедію), а саме граматики, риторики, геометрії, арифметики, астрономії і музики. Відношення «Пірронівських основоположень» до твору «Проти математиків» таке, що в першому викладаються загальні положення, а в другому йде детальний їх розгляд; втім, автор часто повертається до предмета свого аналізу, іноді дослівно повторює цілі сторінки.
Крім зазначених двох творів, що дійшли до нашого часу, Сексту Емпірику належать ще деякі праці, про які він згадував, наприклад, грец. ίατριχά ύπομνήματα і περίψυχής; ці твори до нас не дійшли. Загалом усі твори Секста Емпірика мають дуже велике значення і при тому двояке, по-перше, як джерело для історії грецької філософії, по-друге, самостійне — як найповніший і дуже ясний виклад доводів проти можливості знання. Можна без перебільшення стверджувати, що рівного за значенням твору Секста Емпірика у всій філософській літературі немає: окремі положення скепсису в новій філософії, можливо, і були розвинені із більшою глибиною і послідовністю, але загалом праця Емпірика залишається неперевершеною.
Звичайно, твори Секста Емпірика не позбавлені недоліків: вони часто несистематичні, іноді багатослівні, але завжди цікаві. Загальний занепад філософської творчості відбився і на ньому. По-перше, в тому, що він підпав під еклектичний характеру часу і дбав більше про точну передачу думок Енесідема і про повноту доводів, наведених у скептичній школі, ніж про розвиток власних думок. По-друге, в тому, що мета його скептичних міркувань полягає не в теоретичному обґрунтуванні неможливості пізнання, а в практиці, у придбанні «незворушності» (άταραξία — атараксія), до якої веде утримання від суджень (έποχή). Ця практична тенденція характеризує всі післяаристотелівські школи, у тому числі й скептичну.
Таким чином, скепсис Секста Емпірика за метою не відрізняється від філософії стоїків, проти яких, головним чином, і спрямована полеміка скептиків. Специфічний недолік творів Секста Емпірика — його любов до софістичних умовиводів, якими він користується для пропаганди скепсису. У цьому позначилося спорідненість за духом, разом з історичною залежністю скепсису від софістики. Нерідко Секст Емпірик наводить докази, позбавлені реального значення, що являють собою лише гру слів, поряд з аналізом дійсної проблеми. Прикладом таких софістичний доказів, побудованих за зразком елеатської діалектики, може слугувати наступне: «Коли народився Сократ, то він виник тоді, коли Сократа ще не було, або ж, коли Сократ вже був. Проте якщо сказати, що він виник, коли він вже був, то виявиться, що він двічі з'являвся на світ, коли ж сказати: „коли його не було“, то виявиться: що Сократ одночасно був і не був. З одного боку, він, за припущенням, існував завдяки виникненню, з іншого, — його ще не було. І коли Сократ помер, він помер, коли ще жив, або ж коли помирав. Проте коли він жив, він не міг померти, бо в протилежному випадку одне й те ж і жило б, і було б мертвим; але він не міг померти, коли він був мертвий, бо в такому випадку він двічі був мерцем. Отже, Сократ зовсім не вмирав. Якщо застосувати це міркуванням до будь-якого предмета, що виникає і зникає, то цим шляхом зовсім можна заперечувати виникнення і знищення».
Такого роду докази зустрічаються у Секста Емпірика досить часто, втім, не у нього одного: і у Платона зустрічаємо такі змішані поняття і реальності. Секст Емпірик розрізняє три роди філософів і систем: догматиків, що вважають, що вони знайшли істину, академіків (у часи Секста Емпірика академія Платона вже прийняла в себе скептичні матеріали), які думають, що істину знайти не можна, і скептиків, що шукають істину.
Скептик не вчить догматичних положень, але не заперечує фактів: він визнає те, що відчуття змушують його визнати. Він стверджує лише те, що йому здається, а не те, що дійсно існує. Скептик визнає, що предмети здаються володіючими відомими якостями, він не заперечує цієї видимості, але визнає її видимістю. Відчуття містять у собі щось примусове, і скептик слідує цій примусовості у чотирьох відношеннях: він наслідує природі, оскільки людина є істота мисляча і відчуває. Скептик, завдяки утриманню від суджень, набуває атараксії, або повної безтурботності і душевного спокою, який і є щастя. Скептик, звичайно, відчуває від об'єктів страждання, але, завдяки придбаній атараксії, страждає менше, ніж інші люди, тому що страждання не вважає злом. Шлях до набуття атараксії полягає в усвідомленні, що всякому догматичному твердженню може бути протиставлено інше, рівноцінне в сенсі істинності
Всі основні протиставлення можуть бути зведені до 10, які називаються тропами; з них ясно, що людина істини не знайшла. Тропи виникають:
1) з відмінності в організації тварин
2) з відмінності людей
3) з порівняння різних категорій відчуттів
4) з відмінності обставин
5) з положення, відстані і місця
6) зі змішань
7) з кількості та складу об'єктів
8) з відношення об'єктів між собою
9) з того, що певне явище зустрічається зрідка або часто
10) із забобонів, звичок та загальновизнаних думок.
Ці 10 тропів стосуються або суб'єкта, або об'єкта, про який судять, або того й іншого разом. Розгляду тропів і застосуванню їх до різних родів знання або наук і присвячено твір Секста Емпірика. Абсолютно ясно висловлена думка про суб'єктивність наших відчуттів і про відносність нашого знання взагалі.
З особливими подробицями розглянуто питання про критерій істини, яким займалися стоїчна та епікурейська школи, причому головну увагу звернено на стоїчні положення, що критерій істини полягає в поданні (φαντασία). Який би критерій не виставлявся, він сам завжди буде мати потребу в новому критерії, оскільки сам підлягає розгляду і доказу. Доказ же взагалі неможливий, тому що являє процес, що веде в невизначеність: кожне положення, що служить основою доказу, само має потребу в доказі. Почуття не можуть дати критерію істини, бо їхні свідчення підлягають сумніву; але і розум не може бути критерієм, бо не зрозуміло, як суб'єктивний внутрішній процес може служити критерієм того, що існує поза людиною. Отже, почуття разом із розумом не можуть дати критерій істини.
Звідси само собою випливає положення, що й істини бути не може або, принаймні, людина її не знайшла. Секст Емпірик детально доводить це положення. Спростовуючи поняття причинності, він стверджує, що можна однаково сильними аргументами підтвердити існування як причини, так і неможливість існування причинності. Розбираючи етичні погляди, Секст Емпірик вказує на відносність їх і на різне розуміння добра і зла не тільки в людей взагалі, але і у філософів, що спеціально займаються етичними питаннями. Багато з того, що наводить Секст Емпірик, запозичене ним безпосередньо з Карнеадівських творів.
Довівши необхідність утримання від суджень, неможливість знайти істину, Секст Емпірик згадує про улюблені скептиками вирази, що служать для позначення їх душевного стану: вони говорять ού μάλλον або ούδέν μάλλον (не більше), тобто твердження відомого положення не більше насправді, ніж заперечення його, або τάχα (може бути), або έξεστι (можливо). Усі ці вирази позначають афазію скептиків, тобто той душевний стан, коли утримуються від судження (φάσις), будь воно твердженням (χατάφασις) або запереченням (άπόφασίς).
Секст Емпірик мав безсумнівний вплив на сучасників, наприклад, на Лукіана і Цельза, особливо своїм вченням про Бога і провидіння, саме ця обставина і зробила Секста Емпірика підозрілим в очах християнських письменників, які ігнорують його. Тільки з часів Гассенді і Бейля увагу знову звернено на Секста Емпірика, втім в меншій мірі, ніж він того заслуговує. Кант і Юм, що мають багато точок дотику з Секстом Емпіриком, мабуть, не були знайомими з його творами.